# Теремное
Теремное (укр. Теремне) — село в Острожской городской общине Ровненского района Ровненской области Украины.
До 2020 года входило в Острожский район.
Население по переписи 2001 года составляло 370 человек. Почтовый индекс — 35852. Телефонный код — 3654. Код КОАТУУ — 5624286003.

## История
В течение 16-17 века село принадлежало князьям Острожским.
По переписи конца 19 века в селе 87 домов и 476 жителей, деревянная церковь в 1879 году, на месте старой неизвестно когда построенной.
Во время Второй Мировой войны 25 июля 1943 у села состоялась битва между отрядом УПА и красными партизанами. Пришедший туда в мае 1943 г. отряд им. Михайлова под руководством Антона Одухи развернул диверсионную деятельность на немецких коммуникациях, которую националисты пытались прекратить. Вначале стороны пошли на переговоры, закончившиеся безрезультатно. Сосредоточив 2 батальона УПА (около 1000 бойцов), 25 июля 1943 г., в ходе перестрелки с советскими дозорными потеряв фактор внезапности, бандеровцы напали на лагерь партизан, насчитывавший 400 человек (вместе с партизанскими семьями). Не сумев взять лагерь красных штурмом, бандеровцы окружили его и начали планомерный миномётный обстрел, который, из-за того, что площадь была довольно-таки обширной, не был эффективен. Обстрел позиций партизан из стрелкового оружия продолжился и ночью. Поняв всю серьёзность положения, советские партизаны на третий день осады предприняли попытку прорыва, увенчавшуюся успехом.